# Attignéville
Attignéville település Franciaországban, Vosges megyében. Lakosainak száma 210 fő (2022. január 1.). Attignéville Houéville, Removille, Tranqueville-Graux, Gémonville, Aouze, Barville és Harchéchamp községekkel határos.

## Népesség
A település népességének változása:
| Lakosok száma | 231  | 232  | 228  | 217  | 210  | 206  | 202  | 200  | 210  |
|               | 2013 | 2015 | 2016 | 2017 | 2018 | 2019 | 2020 | 2021 | 2022 |